# اردی
روستای اردی در دهستان غربی بخش مرکزی شهرستان  اردبیل واقع شده است. اردی در نزدیکی شهر اردبیل واقع شده‌است که راه اصلی آن از جادّه قدیم اردبیل مغان می‌باشد زمینهای زراعی آن بیشتر موقوفه بوده و کشت سیب زمینی یکی از محصولات مهم کشاورزی این روستا می‌باشد.